# Joan Goula i Soley
Joan Goula i Soley (Sant Feliu de Guíxols, 30 de març de 1843 - Buenos Aires, 16 de juliol de 1917) fou un destacat compositor, director d'orquestra i professor de cant.

## Biografia
Va formar-se musicalment a l'edat dels disset anys a la seva ciutat natal, però va traslladar-se també de molt jove a Barcelona on va iniciar-se sota les ordres del compositor Nicolau Manent.
Va començar la seva carrera com a director l'any 1866 a Palma on va exercir el càrrec de director d'orquestra del Teatre Principal d'aquesta ciutat. Va residir durant quatre anys a la capital balear, on destacà el seu treball com a fundador i director de l'Orfeó Republicà Balear (1867), amb aquest va donar a conèixer l'obra de Josep Anselm Clavé i va consolidar el gust per la música coral.
L'any 1870 va presentar-se al Teatre Imperial de Moscou, lloc on triomfà i amb aquest èxit aconseguí la direcció de l'Òpera de Sant Petersburg durant diverses temporades. Així assolí una gran popularitat i prestigi dintre del sector.
Temps després, en concret el 1873, aconseguí dirigir els concerts de Badeny a l'Òpera d'Hamburg. Aquell mateix any tornà a Barcelona per tal de dirigir el Rèquiem de Verdi, i després tornà amb un nou contracte cap a Sant Petersburg, on va continuar per les principals capitals musicals europees (Berlín, Dresden, Frankfurt del Main, Stuttgart, Leipzig, Breslau, Hamburg, Karlsruhe i Múnic) amb la seva carrera triomfal. Tot seguit va tornar a Barcelona i allà va prendre el càrrec de director per a la realització d'una temporada a la ciutat de Buenos Aires, juntament amb l'organització d'una companyia d'òpera espanyola a un teatre de la capital argentina. Aquest projecte va provocar la representació d'obres d'importants compositors i intèrprets espanyols a la ciutat de Buenos Aires, però el resultat no va ser favorable per al públic argentí i finalment el projecte va convertir-se en un fracàs econòmic.
L'última aparició de Goula com a director d'orquestra va ser en un concert coral al Casal Català de la ciutat de Buenos Aires.
L'1 de febrer de 1865 va contraure matrimoni amb la seva alumna de cant, la soprano catalana Dionisia Fité de Goula. El dia 7 de maig del 1908, just a la seva última etapa de vida, concretament amb l'edat de seixanta-cinc anys, el mestre Joan Goula va unir-se en matrimoni, per segona vegada, amb una dona de trenta-quatre anys, Isabel Grassot i Sanmartí.
Morí el 16 de juliol de 1917 a la ciutat de Buenos Aires, fruit d'una llarga malaltia i en l'absolut oblit. Dos anys després, concretament el dia 7 de setembre de 1919, se li va retre un emotiu homenatge a Sant Feliu, on es descobrí una làpida commemorativa a la façana de la casa on va néixer.

## Obra
Home de gran versatilitat creativa, que compren música escènica, ballets, teatres musicals, peces corals, obres religioses i una abundància de lieder. La seva òpera més destacada porta com a títol A la voreta del mar, estrenada a Barcelona el 1881.
L'any 1883 la seva ciutat natal (Sant Feliu de Guíxols) concretament el Centre Recreatiu d'aquesta ciutat, presidit per Jaume Xulch, li demanà que realitzés la direcció d'un concert benèfic a la seva ciutat natal, això es duria a terme durant el segon dia de la festa major.
El 1906 dirigí l'òpera Bruniselda, la qual fou representada en el teatre principal de Girona. Joan Goula destaca per ser l'iniciador de les primeres representacions d'obres wagnerianes a Barcelona. Juntament amb Massó va ajudar musicalment Sara Llorens (1881-1954) que va treballar des de 1902 en la recollida de tota la manifestació del saber popular dins dels límits del poble de Pineda.
Quant a ballets destaquen el Triomf de Venus i Clío. En el camp del teatre musical destaca La redoma encantada. La gran cantata dedicada al tsar Alexandre II, la qual es va estrenar al teatre imperial de Sant Petersburg, amb la col·laboració de la cèlebre soprano Sr. Nilson al capdavant. Però la seva total dedicació a dirigir l'òpera de Sant Petersburg, no va impedir-li escriure les partitures de l'òpera del poeta català Damas Calvet, La campana de la Unió.
D'altra banda, anys després, el tsar Alexandre II va patir una greu malaltia, juntament amb les revoltes amb la frontera de Pèrsia, varen provocar el decaïment del país. Amb l'arribada del nou successor es va perdre l'autonomia de tots els centres culturals. O sigui que com la situació no podia ser pitjor, Joan Goula i Soley va acceptar la proposta que li varen fer de ser el director del Teatre Reial de Madrid entre les temporades 1881 i 1884. Durant aquests quatre anys a la capital d'Espanya, va dirigir, tant peces de la seva pròpia producció com musicals, obres religioses entre d'altres. Com per exemple:
1. La Bella Fanciulla di Perth
2. Los Amantes de Teruel
3. Aïda
4. Carmen

Cal fer esment que durant la seva estada a Madrid, també va fer de professor de cant d'artistes com Avelina Carrera.
De les seves peces corals hem d'esmentar a: El cantor del poble o Gloria a l'art, escrites per a les formacions corals claverianes. També la seva companyia, concretament en la temporada del 1910 al teatre Colón de Buenos Aires va estrenar l'obra de Tomàs Bretón titulada La maja del rumbo (realitzada sobre un llibret de Carlos Fernández Shaw) junt amb Bretón i Pedrell.

## Altres
. Madrid, 31-III-1910 “El bon Goula ha aconseguit organitzar una temporada d'òpera espanyola a Buenos Aires i allà anirem alguns. Tinc algun recel, perquè, ni la nostra obra és de primeríssima, ni el bizantinisme que avui reina en la música consisteix a fer-nos grans il·lusions. Tan sols pot salvar-nos una gran modèstia i si allà s'aconsegueix crear un ambient simpàtic”. Biblioteca de Catalunya, Ms.3943,f73.
Joan Goula i Soley va rebre de mans de l'emperadriu de Rússia, com a commemoració per tots els seus serveis a favor de la música universal, el present d'un anell de brillants de valor incalculable.
L'any 1919 la ciutat natal d'aquest mestre decidí canviar-li el nom al carrer on va néixer Joan Goula i Soley, antigament anomenat carrer de la Pilota, pel nom d'aquest músic.